# 水品春樹
水品 春樹（みずしな はるき、1899年1月3日 - 1988年10月19日）は、演劇人、舞台監督。本名は水品福多。
長野県上水内郡長野町（現長野市）出身。専修大学中退。大正13年（1924年）築地小劇場で小山内薫の演出助手となる。1938年新協劇団演出部員、演技研究所主任となり、日活、大映、日本映画学校の講師を務める。1951年劇団民芸に所属。昭和49年（1974年）に舞台監督協会を設立し初代会長。

## 著書
- 『築地小劇場史』日日書房 1931
- 『演劇ノート』国文社 1943
- 『演技への出発』彰考書院 1948
- 『学校劇』河出書房 1950 教育文庫
- 『舞台監督の仕事』未来社 1953 てすぴす叢書
- 『小山内薫と築地小劇場』町田書店 1954
- 『俳優芸術の基礎』未来社 1957 てすぴす叢書
- 『演技入門 テレビ演技 舞台演技』ダヴィッド社 1959
- 『小山内薫 一業一人伝』時事通信社 1961
- 『演技術 基礎から舞台まで』社会思想社・現代教養文庫 1963
- 『演劇の道 ドラマの勉強と仕事』ダヴィッド社 1964
- 『劇と演技 附脚本五曲』ダヴィッド社 1965
- 『演技求真 創造の基礎・演技の基本』ダヴィッド社 1969
- 『新劇去来 築地小劇場史<復元>その他』ダヴィッド社 1971
- 『劇と共に 新劇今昔・演技術栞』ダヴィッド社 1975

## 参考
- デジタル版日本人名大辞典
- 「郷土歴史人物事典 長野」第一法規 1978年